# Ferenc Bencze
Ferenc Bencze, menționat uneori Francisc Bencze, (n. 4 octombrie 1924, Oradea, Regatul României – d. 7 septembrie 1990, Budapesta) a fost un actor maghiar născut în România, laureat al Premiului de Stat „Béla Balázs” (1985). A făcut parte din trupele Teatrului de Stat din Oradea (1945-1958) și Teatrului Maghiar de Stat din Cluj (1958-1977), iar în anul 1977 a emigrat în Ungaria, unde a apărut în numeroase filme și a jucat pe scena Teatrului Petőfi din Veszprém.

## Biografie

### Cariera teatrală din România
S-a născut la 4 octombrie 1924 în orașul Oradea din România. A crescut în orașul natal și a fost poreclit „Liba” („Gâscă”) ca urmare a talentului său de imitare a sunetelor scoase de animale. Tatăl său, care era sergent major de pompieri, asigura frecvent serviciul de pază contra incendiilor la spectacolele de teatru, iar băiatul a profitat de aceste ocazii pentru a urmări spectacolele trupei maghiare din Oradea și chiar a apărut pe scenă atunci când un copil, ce avea un mic rol, a lipsit de la un spectacol. Bencze a practicat în tinerețe mai multe sporturi: a boxat un an și jumătate, a jucat fotbal profesionist la echipa Club Atletic Oradea în sezonul competițional 1949/1950 și a practicat, de asemenea, baschetul și tenisul de masă. Cu toate că, potrivit propriilor afirmații, putea practica cu succes zece sporturi diferite, avea o frică față de cai, iar mai târziu a trebuit să-și țină frica sub control atunci când a condus o trăsură trasă de cai în filmul K.O. (1978), dezvăluindu-și fobia regizorului Tamás Rényi abia după filmarea scenei.
Calitățile sale sportive și talentul de dansator au contribuit la alegerea viitoarei sale cariere. Bencze frecventa în acea vreme spectacolele trupei maghiare (Szigligeti Társulat) a Teatrului de Stat din Oradea, iar un prieten i-a propus într-o zi să facă parte ca dansator din trupa teatrului. Astfel, el a început o carieră artistică la Teatrul de Stat din Oradea în 1945, mai întâi ca dansator și membru al corului. În prima etapă a carierei a dansat, a cântat în corul teatrului și a imitat din culise sunetele scoase de mai multe animale (pisici, cocoși și mai ales gâște), precum și sforăitul unor personaje. Talentul său actoricesc a fost descoperit de actorul și regizorul Ernő Szabó, iar Bencze a început să joace roluri mai mici sau mai mari în piese de teatru populare, drame moderne și spectacole de operetă, cu toate că nu avea un aspect fizic atrăgător. În ciuda acestui dezavantaj, el a reușit treptat să obțină o recunoaștere a calităților sale artistice. A fost scos din trupa teatrului după numirea unui nou director, ce fusese anterior frizer, și s-a alăturat pentru o scurtă perioadă unor companii mai mici, cu care a efectuat turnee pe teritoriul României, dar a fost chemat înapoi curând, odată cu schimbarea conducerii.
A jucat pe scena Teatrului de Stat din Oradea până în anul 1958, când s-a transferat ca actor la Teatrul Maghiar de Stat din Cluj, prin mijlocirea regizorului József Szabó. Transferul de la Oradea la Cluj a reprezentat o mare schimbare în cariera actorului Ferenc Bencze, pentru că membrii trupei clujene aveau un statut superior în mișcarea teatrală maghiară din Transilvania ca urmare a faptului că dispuneau de un repertoriu mult mai variat de roluri. Actorul orădean a fost rapid acceptat în trupa clujeană și a început să fie distribuit curând în roluri clasice, după ce jucase până atunci aproape numai roluri moderne. Cu toate acestea, situația sa profesională nu a fost inițial prea bună: actorii clujeni erau împărțiți în acea vreme în cinci categorii, iar Bencze a fost angajat ca actor de clasa a III-a, ceea ce i-a permis să obțină doar roluri minore. A interpretat cu multă dăruire acele roluri minore și a obținut un premiu individual în finala națională a teatrelor românești de la București, ceea ce a determinat clasarea sa imediată în categoria a II-a, iar nu după mult timp în categoria I. Bencze a jucat în piese de teatru populare, drame și comedii și a devenit curând unul dintre cei mai cunoscuți și mai populari actori maghiari din Transilvania. Avea un simț deosebit al umorului și putea provoca râsul chiar și numai prin expresiile faciale.
Bencze a desfășurat o bogată activitate ca actor de teatru și a interpretat atât roluri principale, cât și roluri secundare de compoziție. Criticii l-au considerat un actor instinctiv, ceea ce Bencze a recunoscut, menționând că urmărea cu atenție comportamentul oamenilor de pe stradă, din mijloacele de transport în comun și chiar și din baruri pentru a-și îmbunătăți activitatea artistică. Talentul său instinctiv, fizicul robust și trăsăturile faciale grotești l-au predestinat pentru roluri de comedie, dar actorul era însă mai mândru de rolurile sale dramatice. A jucat roluri importante din dramaturgia maghiară și universală precum Komoróczy din Iubire de Lajos Barta, Răgușitul din Tragedia optimistă de Vsevolod Vișnevski, Jackie „Tiger” Brown din Opera de trei parale de Bertolt Brecht și Kurt Weill, Niccia din Mătrăguna de Niccolò Machiavelli, Beaurevers din Idioata de Marcel Achard, Bojnik din Mărtinaș Cuc de Józsi Jenő Tersánszky, Harold din Comedie pe întuneric de Peter Shaffer, Herostrat din Pygmalion și Galateea de Géza Páskándi, chelnerul din Strada îngerilor șchiopi de Tibor Bálint.

### Cariera cinematografică
Ferenc Bencze a debutat pe marele ecran în rolul plutonierului care-l păzește pe Apostol Bologa din ecranizarea cinematografică Pădurea spânzuraților (1965) regizată de Liviu Ciulei. Neavând experiență în fața camerei, a jucat primele sale scene cu mișcări excesiv de teatrale, iar unii din membrii echipei au izbucnit în râs. Actorul nu a înțeles inițial de ce râdeau colegii săi, dar și-a adaptat curând jocul său exigențelor cinematografice.
Începând din anii 1970 Bencze a jucat în numeroase filme atât din România, cât și din Ungaria, printre care Kitörés („Erupția”, 1971) și Forró vizet a kopaszra! (1972), regizate de Péter Bacsó, Plusz-mínusz egy nap (1973), regizat de Zoltán Fábri, A cincea pecete (1976), regizat tot de Fábri, Prin cenușa imperiului (1976) și Buzduganul cu trei peceți (1977). 
Rolul principal din filmul Egy kis hely a nap alatt (1973) al lui Péter Szász a fost scris special pentru el, iar actorul l-a interpretat într-un mod autentic, declarând mai târziu: „Nu sunt un susținător al ideei să mi se scrie un rol pentru că eu sunt actor. Îmi place să mă adaptez rolurilor mele, îmi place să schimb, iar aici a trebuit să mă joc pe mine însumi.”. Bencze a jucat aici rolul lui Gyula T., un activist bătrân de partid din Pándok care călătorește la Budapesta pentru a rezolva o serie de probleme profesionale și personale. Actorul a obținut, de asemenea, un mare succes în rolul Simon Obrád din filmul Plusz-mínusz egy nap (1973) al lui Zoltán Fábri, pentru care a obținut premiul festivalului Magyar Játékfilmszemle de la Pécs în 1973 și Premiul Criticilor de Film Maghiari în 1974.
Trei ani mai târziu Bencze a jucat rolul memorabil al cârciumarului Béla din A cincea pecete (1976), regizat de Fábri după romanul lui Ferenc Sánta, care este considerat de critici drept unul dintre cele mai bune filme maghiare. Un alt succes a fost și filmul K.O. (1978), regizat de Tamás Rényi, în care Bencze a interpretat un fost boxer de categorie grea al cărui fiu este pe cale să ajungă campion național. Actorul orădean a obținut pentru acest rol Premiul pentru cel mai bun actor la Festivalul Internațional de Film de la Cairo din 1978, pentru care a concurat cu actori celebri ca Richard Burton, Richard Harris sau Hardy Krüger. Trebuia să joace rolul brutarului Sándor Szabó în filmul maghiar Indul a bakterház (1980), dar s-a îmbolnăvit înainte de filmare, așa că a fost înlocuit cu Róbert Koltai. A jucat în câteva zeci de filme de cinema și de televiziune în cei 45 de ani de carieră artistică.

### Cariera din Ungaria
După ce jucase încă de la începutul anilor 1970 în numeroase filme ungurești și făcuse frecvent naveta de la Cluj la Budapesta pentru a participa la filmări, Ferenc Bencze a emigrat în anul 1977 în Ungaria și s-a mutat la Budapesta, la solicitarea expresă a companiei maghiare de producție cinematografică Mafilm. Tranziția sa profesională a fost relativ ușoară pentru că actorul a fost angajat rapid în trupa de actorie a companiei Mafilm și a început să joace în filme chiar în săptămâna în care a ajuns la Budapesta. Actorul iubea mult arta cinematografică, după cum declara într-un interviu din 1987: „De altfel, filmul mi-a plăcut întotdeauna mai mult. Oricum, munca nu trebuie să te entuziasmeze, ci trebuie să o faci. Nu e nevoie să mințim cât suntem de entuziaști, trebuie doar să lucrăm bine și atât. Și, evident, trebuie s-o faci pentru public.”.
A apărut în numeroase filme de cinema și de televiziune după emigrarea în Ungaria, iar popularitatea sa a continuat să crească în anii următori. În această perioadă a jucat ca actor invitat la mai multe teatre ungurești, refuzând în mod deliberat să semneze un contract cu vreunul dintre ele. În cele din urmă, a semnat în 1984 un contract cu Teatrul Petőfi din Veszprém, unde a avut parte de un mare succes. Activitatea sa artistică a fost recunoscută prin decernarea Premiului de Stat „Béla Balázs” (1985).
Ferenc Bencze s-a pensionat în anul 1985, dar a continuat să joace până la sfârșitul vieții în spectacole teatrale, în seriale de televiziune și în filme de cinema. A fost căsătorit cu Judit Rácz. Ultima sa călătorie la Oradea a avut loc cu șase luni înainte de a muri, când actorul suferea deja de tromboză și abia putea să-și mai miște picioarele, dar, cu toate acestea, potrivit istoricului Aladár Szilágyi, „umorul lui unic, inimitabil, era încă nealterat”. A murit pe 6 septembrie 1990 (sau, după alte surse, pe 7 septembrie 1990) la Budapesta, cu o lună înainte de a împlini vârsta de 66 de ani.

## Roluri în piese de teatru
Numărul rolurilor interpretate potrivit evidențelor teatrale este de 18.
- Aristofan: Adunarea femeilor — sfetnicul
- Lajos Bíró: A rablólovag — groful Ferenc
- Anton Cehov: Livada de vișini — Boris Borisovici Simeonov-Pișcik
- Tibor Gyurkovics: Fekvőtámasz — tatăl vitreg
- Ákos Kertész: Zi onomastică — Varga Lehel
- István Kocsis: Ușa nu e încuiată — Károly
- Gyula Krúdy: Poștalionul roșu — domnul Unghonberky
- István Nemeskürty: Hantjával ez takar — Odiló Schönner
- Géza Páskándi: Az ígéret ostroma, avagy félhold és telihold — Forintos
- Géza Páskándi: Isten csalétkei - II. Rákóczi Ferenc — Menegatti
- András Polgár: Kettős helyszín — lt. Czeier
- Zsigmond Remenyik: Hotelul Vechea Europă — Eugenio
- John Steinbeck: Șoareci și oameni — Candy / fermierul
- Béla Szakcsi Lakatos: Meghódítjuk Amerikát! — Szepi Szentpéteri
- Károly Szakonyi: Kardok, kalodák — Hasszán
- Brandon Thomas: Mătușa lui Charley
- Laszlo Tolcsvay: Ludas Matyi — Ispán

### Alte roluri
- Szilveszteri kabaré (spectacol de cabaret, 1948)
- Vidám zenés szilveszter (spectacol vesel de revelion, 1953)
- Marcel Achard: Idioata — Beaurevers
- Aurel Baranga: Iarba rea — Lungu
- Aurel Baranga: Mielul turbat — Dumitru Haralamb
- Lajos Barta: Iubire — Jenõ Komoróczy, inspector fiscal
- Tibor Bálint: Strada îngerilor șchiopi — chelnerul
- Beaumarchais: Nunta lui Figaro — cioban bătrân
- Radu Boureanu: Lupii — Bojidar, pădurar
- Bertolt Brecht – Kurt Weill: Opera de trei parale — Jackie „Tiger” Brown
- Ferenc Csepreghy: Mânzul galben — violonistul țigan
- Gergely Csiky: Paraziții — majordomul
- Mihail Davidoglu: Cetatea de foc — Gheorghe Ponoran
- Gherase Dendrino: Lăsați-mă să cânt — Neacșu
- Eduardo De Filippo: Aceste închipuiri — majordomul (suflet condamnat)
- Sándor Gergely: Urak és emberek — sergentul de poliție
- James Gow – Arnaud D'Usseau: Rădăcini adânci — Chuck Harren
- Arkadi Grigulis: Argilă și porțelan — socrul
- Ben Jonson: Volpone — comandantul
- Pongrác Kacsóh: János Vitéz — datornicul
- Garson Kanin: M-am născut ieri — lustragiul
- Valentin Kataev: O zi de odihnă — asistent medical II
- József Katona: Banul Bánk — Békétlen
- Imre Kálmán: Silvia — Leopold-Maria, principe de Lippert-Weylersheim, tatăl lui Edwin / notarul
- Joseph Otto Kesselring: Arsenic și dantelă veche — omnul Gibbs
- László Kiss – Dezső Kováts: Furtună în munți — Juhos, cantonier
- Oleksandr Korniiciuk: Crângul de mălini — Moroz, pescar
- Oleksandr Korniiciuk: Platon Krecet — Terenti Osipovici Bublik, medic internist
- Boris Lavreniov: Ruptura — marinarul VI
- Boris Lavreniov: Vocea Americii — O'Leary
- Miklós László: Parfumeria — bătrânul
- Lev Liubimov: Bulgărele de zăpadă — Blake
- Hans Lucke: Cauțiunea — Eddie, detectiv
- Niccolò Machiavelli: Mătrăguna — Niccia
- Eugen B. Marian: Amerikai Szent Johanna — oaspetele
- Ferenc Martos – Max Brody – Viktor Jakobi: Sybill — Borceakov
- Ferenc Martos – Jenő Huszka: Gül-Baba — pelerinul IV
- Serghei Mihalkov: Cravata roșie — Vișniakov, directorul fabricii
- Molière: Avarul — La Merluche, servitorul lui Harpagon
- János Molnár: Kézfogó — Fercsi, fiul
- Zsigmond Móricz: Fii bun până la moarte — Pedellus
- Zsigmond Móricz: Pacsirtaszó — țambalagiul
- Branislav Nušić: Doamna ministru — secretarul prim-ministrului
- Aleksandr Ostrovski: Holló a hollónak — Sisoi Psoici Rijpolojenski, grefier
- Géza Páskándi: Pygmalion și Galateea — Herostrat
- Kálmán Rimanóczy: Éjszakai ügyelet (Mûtét) — János Kovács, subofițer
- Franz Schubert – Alfred Maria Willner – Heinz Reichert: Casa cu trei fete — cântăreț de pe stradă II
- Mihail Sebastian: Ultima oră — Niță, om de serviciu la ziar
- Lev Seinin – Frații Tur: Confruntarea — Janis, muncitor leton
- Peter Shaffer: Comedie pe întuneric — Harold
- William Shakespeare: Îmblânzirea scorpiei — Nathaniel, servitorul lui Petruchio
- George Bernard Shaw: Discipolul diavolului — William Dudgeon
- Miroslav Stehlík: Viață nouă — Burun
- Virgil Stoenescu: Drumul soarelui — Artimon Dănilă
- Johann Strauss: Voievodul țiganilor — Pali
- András Sütő – Zoltán Hajdú: Mireasă desculță — Meseșan
- Mihai Svetlov: Peste 20 de ani — Luka
- Lajos Szabó: Refugiul — Mózes Gál, student la științe umaniste
- Ede Szigligeti: Țiganul — Márton, fermier
- László Szilágyi – István Békeffy – Szabolcs Fényes: Rigó Jancsi — Gyula
- Józsi Jenő Tersánszky: Mărtinaș Cuc — Bojnik
- Lev Tolstoi: Învierea — jucător de cărți
- V. Vinikov – V. K. Kraht – V. J. Tipot – Isaak Dunaevski: Vânt de libertate — polițistul II
- Vsevolod Vișnevski: Tragedia optimistă — Răgușitul
- Gabriela Zapolska: Moralitatea doamnei Dulska — domnul Dulski

## Filmografie

### Filme de cinema
- Pădurea spînzuraților (1965) — plutonierul care-l păzește pe Bologa
- Castelanii (1967) — Gliga, țăranul cooperator care se ocupă cu creșterea cobailor
- Doi bărbați pentru o moarte (1970) — sergentul maghiar János („Brunetul”)
- Kitörés („Erupția”, 1971) — polițistul
- Forró vizet a kopaszra! (1972)
- Plusz-mínusz egy nap (1973) — Simon Obrád
- Egy kis hely a nap alatt (1973) — Gyula T.
- Kőországi lakodalom (1973) — Férj
- 7 zile (1973) — colonelul Sârbu
- Vifornița (1973) — țăranul bigot Afron
- Duhul aurului (1974) — tatăl fetei care s-a sinucis din dragoste
- Makra (1974)
- Hajdúk (1975) — Bálint Lökös
- Actorul și sălbaticii (1975) — țăranul înrudit cu Caratase
- A cincea pecete (1976) — cârciumarul Béla
- Prin cenușa imperiului (1976) — Dodu, prizonierul care a ucis niște soldați nemți
- Tănase Scatiu (1976) — Costea, slujitorul lui Tănase
- Roșcovanul (1976) — gardianul Ghenadie de la Casa de Corecție
- Buzduganul cu trei peceți (1977) — nobilul transilvan Ștefan Csáky, general maghiar, solul principelui Andrei Báthory
- Kihajolni veszélyes (1978) — Ferke
- Egyszeregy (1978) — Papa
- K.O. (1978) — unchiul Tóth, tatăl lui Csungi
- Olyan mint otthon (1978) — tatăl lui András
- Kinek a törvénye? (1979) — sergentul Balogh
- A trombitás (1979) — mustăciosul
- Az erőd (1979) — paznicul
- Mese habbal (1979) — unchiul Hubert
- A kedves szomszéd (1979) — mecanicul
- Hogyan felejtsük el életünk legnagyobb szerelmét...? (1980) — Józsi Krénusz
- Koportos (1980) — Bakter
- Kojak la Budapesta (1980) — fostul îngrijitor
- Haladék (1980) — Mihály Ostor, președintele Cooperativei județene de consum (ÁFÉSZ)
- A mérkőzés (1981) — Samu, directorul carnavalului
- Három szabólegények (1982) — Sódar hajdú
- Elcserélt szerelem (1983)
- Jób lázadása (1983) — Günther
- Sortűz egy fekete bivalyért (1984) — paznicul cimitirului
- Hanyatt-homlok (1984) — Főspedes
- Gyerekrablás a Palánk utcában (1985) — vecinul
- Mata Hari (1985) — căpitanul Heissig
- Akli Miklós (1986)
- Die Stunde des Leon Bisquet (1986) — Couvert
- Tichá radost (1986) – Benko
- Moziklip (1987) — regizorul șef
- A másik ember (1988)
- Dissident (1988) — pastorul
- Potyautasok (1990) — chelnerul șef
- Az agglegény (1990)

### Filme de televiziune
- A vasrács (1971) — domnul Lukács
- Aranyliba (1972)
- Szép maszkok (1974)
- Zenés TV színház: Örökzöld fehérben feketében II. (1974)
- Az utolsó tánctanár (1975) — János Balogh, profesorul de dans
- A hallgatás ára (1977)
- Bolondok bálja (1977) — tatăl lui Ilók
- Mákszem Matyi (1977) — Bernát
- A Danton-ügy (1978)
- A nagyenyedi két fűzfa (1978) — Bórenbukk
- Baleset (1978) — tatăl
- Dániel (1978)
- Ítélet előtt (1978) — János Halász (ep. 1)
- Rejtekhely (1978) — Simon
- Zokogó majom 1-5. (1978) — Andor Fülöp
- Fegyverletétel (1979) — Susics
- Futrinka utca (1979) — Bórus idő férfi (voce)
- Gombó kinn van (1979)
- Hívójel (1979) — Sándor Szániel
- Ingyenélők (1979) — Timót
- A Fejenincs Írástudó – avagy a titokzatos haláleset (1980) — Kocka-arcu fogdmeg
- A stiglic (1980)
- Aelita (1980) — Gusev
- Bolondok kvártélya (1980) — domnul Szeleczky, antreprenorul de pompe funebre
- Gulliver az óriások országában (1980) — fermierul
- Jegor Bulicsov és a többiek (1980) — Mokei Baskin
- Két pisztolylövés (1980) — Nándor Szenes, tatăl Verei
- Prolifilm (1980)
- Szetna, a varázsló (1980) — paznicul Lumii Subterane
- IV. Henrik király (1980) — Fülöp, tatăl fetei șvabe
- A hamu alatt (1981)
- Asszonyok (1981)
- Horváték (1981) — proprietarul funciar Tosko Bukvics
- Utolsó alkalom (1981) — Matejka
- A tenger 1-6. (1982)
- A világkagyló mítosza (1982) — Zeul Mării
- Atlantisz (1982) — sălbaticul
- Bábel tornya (1982) — supraveghetorul
- Csata a hóban (1982) — tatăl
- Faustus doktor boldogságos pokoljárása (1982)
- Héroszok pokoljárása (1982) — Vlad Țepeș
- Kristálybirodalom (1982) — Uriașul care cască
- Macbeth (1982)
- Némafilm (1982)
- Varázstoll (1982)
- A közös kutya (1983)
- A nap gyermekei (1983)
- A tizenharmadik elnök (1983)
- Angyal szállt le Babilonba (1983) — polițist
- Fürkész történetei (1983)
- Ha az igazságra esküdtél (1983)
- Elő holttest (1983)
- Klapka légió (1983)
- Linda (1983-1986) — șoferul (ep. 2); Vércsei (ep. 6)
- Mint oldott kéve 1-7. (1983) — pompierul șvab
- Vassza Zseleznova (1983)
- Bajuszverseny (1984)
- Kismaszat és a Gézengúzok (1984) — polițistul 3
- Szálka, hal nélkül (1984) – Mihály Szendera, inspector fiscal
- A béke hetedik napja (1985)
- A tanítónő (1985) — Öreg Nagy
- Ember és árnyék (1985)
- Holt lelkek (1985) — Szobakevics
- Kémeri 1-5. (1985)
- Optimisták (1985)
- Rafinált bűnösök (1985) — temnicerul
- Szemenszedett igazság (1985) — sergentul
- Világítóhajó (1985)
- Üvegvár a Mississippin (1985) — polițistul
- Zsarumeló (1986) — Horváth
- Az öreg tekintetes (1987)
- Utazás az öreg autóval (1987) — mecanicul
- Micike és az Angyalok (1987)
- T.I.R. (1987)
- Holnapra a világ (1989) — Horváth
- Semmelweis Ignácz – Az anyák megmentője (1989)
- Románc (1989)
- Szindbád nyolcadik utazása (1989)
- Égető Eszter (1989)
- Gaudiopolis – In memoriam Sztehlo Gábor (1989)
- Wish You Were Here (1990) — fermierul

## Premii
- Premiul Criticilor de Film Maghiari pentru cel mai bun actor (1974)[6]
- Premiul pentru cel mai bun actor la Festivalul Internațional de Film de la Cairo (1978)[2]
- Premiul Criticilor de Film Maghiari pentru cel mai bun actor într-un episod al unui serial (1979)
- Premiul Béla Balázs (1985)[2]